# Desa Kalitengah (administrativ by i Indonesien, Jawa Timur, lat -7,23, long 112,25)
Desa Kalitengah är en administrativ by i Indonesien.   Den ligger i provinsen Jawa Timur, i den västra delen av landet, 600 km öster om huvudstaden Jakarta. Desa Kalitengah ligger vid sjön Waduk Gondang.